# Gran Premi de França del 1954
Resultats del Gran Premi de França de Fórmula 1 de la temporada 1954, disputat al circuit de Reims-Gueux el 4 de juliol del 1954.

## Resultats
| Pos | No | Pilot                 | Equip      | Voltes | Temps/ Retirada       | Pos. de sortida | Punts |
| --- | -- | --------------------- | ---------- | ------ | --------------------- | --------------- | ----- |
| 1   | 18 | Juan Manuel Fangio    | Mercedes   | 61     | 2h 42' 47. 9          | 1               | 8     |
| 2   | 20 | Karl Kling            | Mercedes   | 61     | + 0.1 s               | 2               | 6     |
| 3   | 34 | Robert Manzon         | Ferrari    | 60     | + 1 Volta             | 12              | 4     |
| 4   | 46 | Prince Bira           | Maserati   | 60     | + 1 Volta             | 6               | 3     |
| 5   | 14 | Luigi Villoresi       | Maserati   | 58     | + 3 Voltes            | 14              | 2     |
| 6   | 24 | Jean Behra            | Gordini    | 56     | + 5 Voltes            | 17              |       |
| Ret | 28 | Paul Frere            | Gordini    | 50     | Eix / Palier          | 19              |       |
| Ret | 4  | Maurice Trintignant   | Ferrari    | 36     | Motor                 | 9               |       |
| Ret | 36 | Louis Rosier          | Ferrari    | 27     | Motor                 | 13              |       |
| Ret | 12 | Onofre Marimon        | Maserati   | 27     | Caixa canvi           | 5               |       |
| Ret | 16 | Roberto Mieres        | Maserati   | 24     | Motor                 | 11              |       |
| Ret | 42 | Ken Wharton           | Maserati   | 19     | Transmissió           | 16              |       |
| Ret | 48 | Harry Schell          | Maserati   | 19     | Bomba del combustible | 21              |       |
| Ret | 22 | Hans Herrmann         | Mercedes   | 16     | Motor                 | 7               | 1     |
| Ret | 44 | Roy Salvadori         | Maserati   | 15     | Palier                | 10              |       |
| Ret | 2  | José Froilán González | Ferrari    | 13     | Motor                 | 4               |       |
| Ret | 32 | Lance Macklin         | HWM - Alta | 10     | Motor                 | 15              |       |
| Ret | 30 | Georges Berger        | Gordini    | 9      | Motor                 | 20              |       |
| Ret | 6  | Mike Hawthorn         | Ferrari    | 9      | Motor                 | 8               |       |
| Ret | 26 | Jacques Pollet        | Gordini    | 8      | Motor                 | 18              |       |
| Ret | 10 | Alberto Ascari        | Maserati   | 1      | Transmissió           | 3               |       |
| NVS | 40 | Sergio Mantovani      | Maserati   |        | No va sortir          |                 |       |

## Altres
- Pole: Juan Manuel Fangio 2' 29. 4

- Volta ràpida: Hans Herrmann 2' 32. 9 (a la volta 3)